# Breznica, Prevalje
Breznica este o localitate din comuna Prevalje, Slovenia, cu o populație de 151 de locuitori.